# Combismo (política francesa)

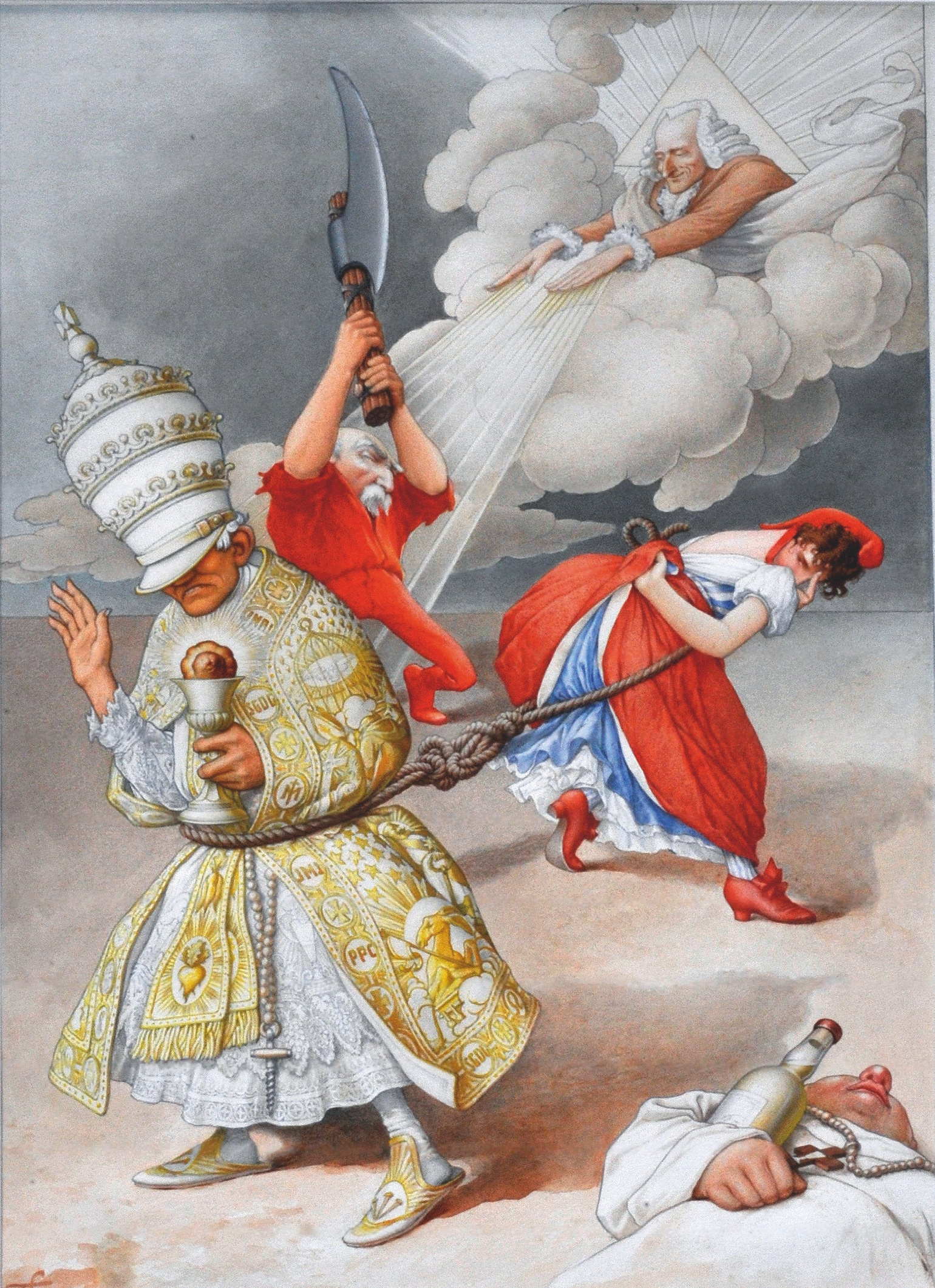
Caricatura anticlerical anônima de 1905 em que Émile Combes, inspirado por Voltaire, separa Igreja e Estado na França

O combismo (combisme) é um conceito político cunhado durante a Terceira República Francesa, na virada do século XIX para o XX, caracterizando um modo de se fazer política baseado num anticlericalismo intransigente e na defesa inconteste da República. O termo deriva de Émile Combes, primeiro-ministro francês e um dos principais ideólogos do Estado laico na França.
Após o “Caso Dreyfus”, a tentativa, por parte do primeiro-ministro Pierre Waldeck-Rousseau (waldeckismo), de se criar um grande “partido liberal” que superasse a fragmentação política francesa foi levada ao fracasso devido à desorganização dos republicanos moderados e à recusa dos socialistas de se aliarem ao projeto.
Em meio à crise, os radicais franceses saíram fortalecidos, com a fundação do “Partido Radical (PR)” em 1901 e a ascensão de Émile Combes ao poder. Durante seu gabinete, as associações religiosas foram duramente restringidas, o ensino religioso foi combatido e as relações diplomáticas com o Vaticano foram rompidas, abrindo caminho para a lei de separação entre Igreja e Estado na França (já no gabinete de Maurice Rouvier).
O combismo, republicano e anticlerical, foi a política oficial do Partido Radical durante muitos anos e um norte para muitos governos franceses até a década de 1940, principalmente através da máxima "nenhum inimigo à esquerda".